# Душица Давидовић
Душица Давидовић (Сокобања јун 1961) је заменица градоначелника града Ниша. Основну школу и гимназију "Светозар Марковић" завршила је у Нишу, а дипломирала је на Дефектолошком факултету у Београду. Након локалних избора 2020. године, именована је за заменика Градоначелнице Ниша.

## Професионална и политичка каријера
Душица Давидовић је похађала основну школу “Вожд Карађорђе” и гимназију “Светозар Марковић” у Нишу. Студије је завршила на Дефектолошком факултету у Београду на смеру Поремећаји и корекција вида. Осамдесетих година радила је у Специјалној школи Бубањ у Нишу, а потом и у Дому здравља Ниш, када постаје и приватни предузетник.
Својевремено је као чланица Градског већа Града Ниша обезбедила донацију за два обданишта на сеоском подручју, донацију породице Карађорђевић и Британске краљевске породице.
Са тимом сарадника допринела је отварању Регионалног центра за породични смештај и усвојење, 3.таквог типа у Србији.
Захваљујући њеном ангажовању у социјалној заштити и пројекту чији је она била аутор ,  Конгрес Савета  Европе наградио је Град Ниш  2011.године признањем   за изузетност урађеног пројекта  чиме је наш град, као једини на Балкану приступио  Европској мрежи градова по мери деце.
2010. у Стразбуру именована је од стране Савета Европе за известиоца о документу  о спречавању најтежих облика насиља над децом.
Била је члан Демократске странке од 1998. године. Априла 2012. године, заједно са Славишом Динићем напушта Демократскус транку и формира "Коалицију за Ниш".
Септембра 2015. године прелази у самостални ДСС, да би касније прешла у СНС.
На позив Градоначелнице Ниша Драгане Сотировски постаје заменица Градоначелнице Ниша и већник задужен за социјална питања.